# Joseph Ammerer
Joseph Ammerer (* 5. Dezember 1822 in Hengersberg; † unbekannt) war ein bayerischer Landwirt und Metzgermeister.

## Werdegang
Ammerer war seit 1844 als selbständiger Metzgermeister in Plattling niedergelassen. 1846 wurde er dort zum Gemeindebevollmächtigten bestimmt und war später Vorstand des Gemeindekollegiums. Von 1874 an übte er das Amt des Bürgermeisters aus.
Bei der Landtagswahl im Juli 1887 zog er als Kandidat des Zentrums im Wahlkreis Deggendorf in die Kammer der Abgeordneten des Bayerischen Landtags ein, dem er bis 1892 angehörte.